# Benthosema suborbitale
Benthosema suborbitale és una espècie de peix de la família dels mictòfids i de l'ordre dels mictofiformes.

## Morfologia
- Els mascles poden assolir 3,9 cm de longitud total.
- Nombre de vèrtebres: 33-35.[4][5]

## Reproducció
És ovípar amb larves i ous planctònics.

## Alimentació
Els adults mengen zooplàncton.

## Depredadors
És depredat per Pseudopentaceros wheeleri.

## Hàbitat
És un peix marí i d'aigües profundes que viu entre 50-2.500 m de fondària.

## Distribució geogràfica
Es troba a l'Atlàntic occidental (des del Canadà fins al Brasil), l'Atlàntic oriental (des del Marroc fins a Mauritània, i des de Libèria fins a Namíbia), l'Índic, el Pacífic i el Mar de la Xina Meridional.